# Diario de Cáceres
El Diario de Cáceres fue un periódico español editado en Cáceres a comienzos del siglo XX.

## Historia
El diario fue fundado en 1903 por Manuel Sánchez Asensio, bajo el subtítulo de Periódico independiente y de intereses morales y materiales. El Diario de Cáceres mantenía una línea editorial católica y antiliberal. Algún tiempo después Sánchez Asensio abandonó el diario y marchó a la redacción del recién creado Noticiero Extremeño, dejando de editarse. 
En 1910 la cabecera sería resucitada por Sánchez Asensio, con la ayuda del obispo Ramón Peris Mencheta. El último número del que existe constancia es del 3 de noviembre de 1918, desconociéndose cuándo dejó de editarse.